# Hsu Hui-Yu
Hsu Hui-Yu es una deportista taiwanesa que compitió en judo. Ganó dos medallas en el Campeonato Asiático de Judo, en los años 1993 y 1999.

## Palmarés internacional
| Representando a China Taipéi |                  |                   |           |
| Campeonato Asiático          |                  |                   |           |
| Año                          | Lugar            | Medalla           | Categoría |
| 1993                         | Macao (Portugal) | Medalla de bronce | –72 kg    |
| 1999                         | Wenzhou (China)  | Medalla de plata  | –78 kg    |